# Гоксбері (Канада)
Гоксбері (англ. Hawkesbury) — місто (таун) у канадській провінції Онтаріо, в окрузі Прескотт і Рассел.
Населення Гоксбері становить 10 869 осіб. Французька мова є рідною для 77,0%, англійська для 15,9% мешканців (2006).

## Зовнішні посилання
- Офіційний сайт міста Гоксбері (англ.)